# Nyssonini
Die Nyssonini sind eine Tribus der Grabwespen (Spheciformes) aus der Familie Crabronidae. Weltweit sind 17 Gattungen bekannt, in Europa kommen 38 Arten in zwei Gattungen vor.

## Merkmale
Die kleinen und gedrungenen Grabwespen haben stark skulpturierte Körper mit zahnartigen Vorsprüngen an den Ecken des Thorax. Diese Merkmale, die beispielsweise bei parasitisch lebenden Bienenarten auftreten, sind eine Anpassung an die parasitische Lebensweise und dienen dem Schutz vor Angriffen.

## Lebensweise
Die Weibchen bauen keine eigenen Nester, sondern sind Parasitoide an anderen Grabwespengattungen, wie etwa Gorytes, Harpactus und Argogorytes. Die Brachystegus-Arten parasitieren Arten der Gattung Tachytes. Die Parasitoidenlarve frisst nicht nur den Nahrungsvorrat der Wirtsart, sie tötet und frisst auch die Wirtslarve bzw. ihr Ei.

## Systematik
Nach Pulawski (2009) umfasst die Tribus folgende Gattungen:
- Acanthostethus Smith, 1869
- Antomartinezius Fritz, 1955
- Brachystegus A. Costa, 1859
- Cresson Pate, 1938
- Epinysson Pate, 1935
- Foxia Ashmead, 1898
- Hovanysson Arnold, 1945
- Hyponysson Cresson, 1882
- Idionysson Pate, 1940
- Losada Pate, 1940
- Metanysson Ashmead, 1899
- Neonysson R. Bohart, 1968
- Nippononysson Yasumatsu and Maidl, 1936
- Nursea Cameron, 1902
- Nysson Latreille, [1802] (= Synnevrus A. Costa, 1859)
- Perisson Pate, 1938
- Zanysson Rohwer, 1921

## Belege